# Superisligaen
Superisligaen, även känd som Metal Ligaen på grund av sponsorskäl, är den högsta nivån i ishockeyns seriespel för herrar i Danmark. 
Ligan är även känd under namnet Eliteserien, som den tidigare hetat. Inför säsongen 2005/2006 slöts ett sponsoravtal med det statligt ägda spelbolaget Danske Spil (tidigare Dansk Tipstjeneste), och namnet blev Oddset Ligaen. Mellan säsongen 2007/2008 och 2013/2014 sponsrades ligan av den danska banken Arbejdernes Landsbank, och fick då officiellt det nya namnet AL-Bank Ligaen. Inför säsongen 2014/2015 slöts ett sponsoravtal med Dansk Metal och ligan fick då namnet Metal Ligaen.
Ligan består från säsongen 2007/2008 av tio lag som spelar 45 matcher under grundspelet. De åtta högst placerade lagen när grundspelet är slut avancerar till slutspelet där kvartsfinalerna, semifinalerna och finalen spelas i bäst av sju matcher.

## Namn
Enligt det danska ishockeyförbundets turneringsregler är ligans namn Superisligaen. Sedan 1998 har dock ligans namn ofta sålts till sponsorer, och därmed har ligan haft följande namn.
| Period          | Namn             |
| --------------- | ---------------- |
| 1998–2001       | Codan Ligaen     |
| 2001–02         | Sanistål Ligaen  |
| 2002–04         | SuperBest Ligaen |
| 2004–07         | Oddset Ligaen    |
| 2007–13         | AL-Bank Ligaen   |
| Sedan 2013      | Ishockeyligaen   |
| 1 januari 2014– | Metal Ligaen     |